# Championnats du monde de four cross 2013
Navigation
2012 2014
Les championnats du monde de four cross 2013 sont la 12e édition de ces championnats, organisés par l'Union cycliste internationale (UCI) et décernant les titres mondiaux en four-cross.

## Podiums
| Épreuves | Or                | Argent          | Bronze          |
| -------- | ----------------- | --------------- | --------------- |
| Hommes   | Joost Wichman     | Michael Měchura | Quentin Derbier |
| Femmes   | Caroline Buchanan | Katy Curd       | Céline Gros     |

## Tableau des médailles
| Rang | Nation          | Or | Argent | Bronze | Total |
| ---- | --------------- | -- | ------ | ------ | ----- |
| 1    | Australie       | 1  | 0      | 0      | 1     |
| 1    | Pays-Bas        | 1  | 0      | 0      | 1     |
| 3    | Grande-Bretagne | 0  | 1      | 0      | 1     |
| 3    | Tchéquie        | 0  | 1      | 0      | 1     |
| 5    | France          | 0  | 0      | 2      | 2     |
|      | TOTAL           | 2  | 2      | 2      | 6     |